# Liga Națională de baschet masculin 2020-2021
Liga Națională de baschet masculin 2020-2021 a fost cea de a 70-a ediție a primului eșalon valoric al campionatului național de baschet masculin românesc. Conform hotărârii Consiliului Director al Federației Române de Baschet, liga se va desfășura cu o grupă unică (tur-retur și playoff). 
La 23 iulie 2020, Consiliul Director al FRB a anunțat că pentru Liga Națională și Cupa României din acest sezon s-au înscris 15 echipe.
Sezonul Ligii naționale urmează să înceapă pe 10 octombrie 2020 cu meciurile din primul tur. 
U-BT Cluj-Napoca a câștigat titlul pentru a șasea oră în istoria clubului, după o pauză de patru ani.

## Sistemul competițional

### Propunerea votată în septembrie 2020
Conform deciziei Consiliului Director al FRB din 21 septembrie 2020, Liga Națională de baschet masculin sezonul 2020-2021 urma să aibă următoarea desfășurare:
- LNBM se desfășoară cu 14 echipe care sunt repartizate în 2 grupe de câte 7 echipe în funcție de clasamentul LNBM 2019-2020).
  - în grupa impar au fost incluse echipele: U-BT Cluj-Napoca, BC CSU Sibiu, CSA Steaua București, BCMU FC Arges Pitești, CSO Voluntari, ABC Athletic Neptun Constanta, CSM VSK Csikszereda Miercurea Ciuc
  - în grupa par au fost incluse echipele: CSM CSU Oradea, Dinamo Știința București, SCM Timișoara, SCMU Craiova, CSM Galati, CSM 2007 Focșani, CSM Târgu Jiu
    - Faza 1: se joacă în grupă, fiecare cu fiecare, tur-retur, urmând a se juca turnee de câte 3-5 etape
    - Faza 2: se formează două grupe: primele 3 echipe din fiecare grupa din faza 1 vor forma grupa 1-6 iar celelalte grupa 7-14; se joaca fiecare cu fiecare, tur-retur
    - Faza 3: se va juca în format play-off sau pe grupe 1-4, 5-8, 9-12 (sistem 2 turnee de 3 zile, tur-retur sau pe sistem Final 4)

### Varianta finală a sistemului competițional
Ca urmare a faptului că mai multe echipe și-au exprimat nemulțumirea în legătură cu împărțirea pe grupe, Consiliul Director al FRB a hotărât la 9 octombrie revenirea la o serie unică, cu meciuri fiecare cu fiecare, tur-retur, apoi urmând faza play-off. Turul se va juca în turnee de 3 și 2 etape, urmând ca returul să se desfășoare după același sistem sau cu etape săptămânale, dacă evoluția pandemiei o va permite.

### Săli de sport
| U-BT Cluj-Napoca                   | CSM CSU Oradea | SCMU Craiova | Dinamo Știința București       |
| ---------------------------------- | --- | --- | ------------------------------ |
| BT Arena                           | Oradea Arena | Sala Polivalentă | Sala Polivalentă Dinamo        |
| Capacitate: 10.000                 | Capacitate: 5.200 | Capacitate: 4.215 | Capacitate: 2,538              |
|                                    | | |                                |
| BC CSU Sibiu                       | BucureștiU-BT Cluj-NapocaSCMU CraiovaFocșaniCSM GalațiCSM Miercurea CiucBCM U PiteștiBC CSU SibiuCSM CSU OradeaCSM Târgu JiuCS SCM TimișoaraABC Athletic Neptun ConstanțaCSO VoluntariEchipele din București: · Dinamo Știința · SteauaLiga Națională de baschet masculin 2020-2021 (România) Dinamo ȘtiințaSteaua Locația echipelor din București. | BucureștiU-BT Cluj-NapocaSCMU CraiovaFocșaniCSM GalațiCSM Miercurea CiucBCM U PiteștiBC CSU SibiuCSM CSU OradeaCSM Târgu JiuCS SCM TimișoaraABC Athletic Neptun ConstanțaCSO VoluntariEchipele din București: · Dinamo Știința · SteauaLiga Națională de baschet masculin 2020-2021 (România) Dinamo ȘtiințaSteaua Locația echipelor din București. | CSM Galați                     |
| Sala Transilvania                  | BucureștiU-BT Cluj-NapocaSCMU CraiovaFocșaniCSM GalațiCSM Miercurea CiucBCM U PiteștiBC CSU SibiuCSM CSU OradeaCSM Târgu JiuCS SCM TimișoaraABC Athletic Neptun ConstanțaCSO VoluntariEchipele din București: · Dinamo Știința · SteauaLiga Națională de baschet masculin 2020-2021 (România) Dinamo ȘtiințaSteaua Locația echipelor din București. | BucureștiU-BT Cluj-NapocaSCMU CraiovaFocșaniCSM GalațiCSM Miercurea CiucBCM U PiteștiBC CSU SibiuCSM CSU OradeaCSM Târgu JiuCS SCM TimișoaraABC Athletic Neptun ConstanțaCSO VoluntariEchipele din București: · Dinamo Știința · SteauaLiga Națională de baschet masculin 2020-2021 (România) Dinamo ȘtiințaSteaua Locația echipelor din București. | Sala Sporturilor Galați        |
| Capacitate: 1,850                  | BucureștiU-BT Cluj-NapocaSCMU CraiovaFocșaniCSM GalațiCSM Miercurea CiucBCM U PiteștiBC CSU SibiuCSM CSU OradeaCSM Târgu JiuCS SCM TimișoaraABC Athletic Neptun ConstanțaCSO VoluntariEchipele din București: · Dinamo Știința · SteauaLiga Națională de baschet masculin 2020-2021 (România) Dinamo ȘtiințaSteaua Locația echipelor din București. | BucureștiU-BT Cluj-NapocaSCMU CraiovaFocșaniCSM GalațiCSM Miercurea CiucBCM U PiteștiBC CSU SibiuCSM CSU OradeaCSM Târgu JiuCS SCM TimișoaraABC Athletic Neptun ConstanțaCSO VoluntariEchipele din București: · Dinamo Știința · SteauaLiga Națională de baschet masculin 2020-2021 (România) Dinamo ȘtiințaSteaua Locația echipelor din București. | Capacitate: 1.800              |
|                                    | BucureștiU-BT Cluj-NapocaSCMU CraiovaFocșaniCSM GalațiCSM Miercurea CiucBCM U PiteștiBC CSU SibiuCSM CSU OradeaCSM Târgu JiuCS SCM TimișoaraABC Athletic Neptun ConstanțaCSO VoluntariEchipele din București: · Dinamo Știința · SteauaLiga Națională de baschet masculin 2020-2021 (România) Dinamo ȘtiințaSteaua Locația echipelor din București. | BucureștiU-BT Cluj-NapocaSCMU CraiovaFocșaniCSM GalațiCSM Miercurea CiucBCM U PiteștiBC CSU SibiuCSM CSU OradeaCSM Târgu JiuCS SCM TimișoaraABC Athletic Neptun ConstanțaCSO VoluntariEchipele din București: · Dinamo Știința · SteauaLiga Națională de baschet masculin 2020-2021 (România) Dinamo ȘtiințaSteaua Locația echipelor din București. |                                |
| ABC Athletic Neptun Constanța      | BucureștiU-BT Cluj-NapocaSCMU CraiovaFocșaniCSM GalațiCSM Miercurea CiucBCM U PiteștiBC CSU SibiuCSM CSU OradeaCSM Târgu JiuCS SCM TimișoaraABC Athletic Neptun ConstanțaCSO VoluntariEchipele din București: · Dinamo Știința · SteauaLiga Națională de baschet masculin 2020-2021 (România) Dinamo ȘtiințaSteaua Locația echipelor din București. | BucureștiU-BT Cluj-NapocaSCMU CraiovaFocșaniCSM GalațiCSM Miercurea CiucBCM U PiteștiBC CSU SibiuCSM CSU OradeaCSM Târgu JiuCS SCM TimișoaraABC Athletic Neptun ConstanțaCSO VoluntariEchipele din București: · Dinamo Știința · SteauaLiga Națională de baschet masculin 2020-2021 (România) Dinamo ȘtiințaSteaua Locația echipelor din București. | BCMU FC Argeș Pitești          |
| Sala Sporturilor Constanța         | BucureștiU-BT Cluj-NapocaSCMU CraiovaFocșaniCSM GalațiCSM Miercurea CiucBCM U PiteștiBC CSU SibiuCSM CSU OradeaCSM Târgu JiuCS SCM TimișoaraABC Athletic Neptun ConstanțaCSO VoluntariEchipele din București: · Dinamo Știința · SteauaLiga Națională de baschet masculin 2020-2021 (România) Dinamo ȘtiințaSteaua Locația echipelor din București. | BucureștiU-BT Cluj-NapocaSCMU CraiovaFocșaniCSM GalațiCSM Miercurea CiucBCM U PiteștiBC CSU SibiuCSM CSU OradeaCSM Târgu JiuCS SCM TimișoaraABC Athletic Neptun ConstanțaCSO VoluntariEchipele din București: · Dinamo Știința · SteauaLiga Națională de baschet masculin 2020-2021 (România) Dinamo ȘtiințaSteaua Locația echipelor din București. | Sala Trivale                   |
| Capacitate: 1.800                  | BucureștiU-BT Cluj-NapocaSCMU CraiovaFocșaniCSM GalațiCSM Miercurea CiucBCM U PiteștiBC CSU SibiuCSM CSU OradeaCSM Târgu JiuCS SCM TimișoaraABC Athletic Neptun ConstanțaCSO VoluntariEchipele din București: · Dinamo Știința · SteauaLiga Națională de baschet masculin 2020-2021 (România) Dinamo ȘtiințaSteaua Locația echipelor din București. | BucureștiU-BT Cluj-NapocaSCMU CraiovaFocșaniCSM GalațiCSM Miercurea CiucBCM U PiteștiBC CSU SibiuCSM CSU OradeaCSM Târgu JiuCS SCM TimișoaraABC Athletic Neptun ConstanțaCSO VoluntariEchipele din București: · Dinamo Știința · SteauaLiga Națională de baschet masculin 2020-2021 (România) Dinamo ȘtiințaSteaua Locația echipelor din București. | Capacitate: 1.600              |
|                                    | BucureștiU-BT Cluj-NapocaSCMU CraiovaFocșaniCSM GalațiCSM Miercurea CiucBCM U PiteștiBC CSU SibiuCSM CSU OradeaCSM Târgu JiuCS SCM TimișoaraABC Athletic Neptun ConstanțaCSO VoluntariEchipele din București: · Dinamo Știința · SteauaLiga Națională de baschet masculin 2020-2021 (România) Dinamo ȘtiințaSteaua Locația echipelor din București. | BucureștiU-BT Cluj-NapocaSCMU CraiovaFocșaniCSM GalațiCSM Miercurea CiucBCM U PiteștiBC CSU SibiuCSM CSU OradeaCSM Târgu JiuCS SCM TimișoaraABC Athletic Neptun ConstanțaCSO VoluntariEchipele din București: · Dinamo Știința · SteauaLiga Națională de baschet masculin 2020-2021 (România) Dinamo ȘtiințaSteaua Locația echipelor din București. |                                |
| CSM Târgu Jiu                      | BucureștiU-BT Cluj-NapocaSCMU CraiovaFocșaniCSM GalațiCSM Miercurea CiucBCM U PiteștiBC CSU SibiuCSM CSU OradeaCSM Târgu JiuCS SCM TimișoaraABC Athletic Neptun ConstanțaCSO VoluntariEchipele din București: · Dinamo Știința · SteauaLiga Națională de baschet masculin 2020-2021 (România) Dinamo ȘtiințaSteaua Locația echipelor din București. | BucureștiU-BT Cluj-NapocaSCMU CraiovaFocșaniCSM GalațiCSM Miercurea CiucBCM U PiteștiBC CSU SibiuCSM CSU OradeaCSM Târgu JiuCS SCM TimișoaraABC Athletic Neptun ConstanțaCSO VoluntariEchipele din București: · Dinamo Știința · SteauaLiga Națională de baschet masculin 2020-2021 (România) Dinamo ȘtiințaSteaua Locația echipelor din București. | CS SCM Timișoara               |
| Sala Sporturilor Târgu Jiu         | BucureștiU-BT Cluj-NapocaSCMU CraiovaFocșaniCSM GalațiCSM Miercurea CiucBCM U PiteștiBC CSU SibiuCSM CSU OradeaCSM Târgu JiuCS SCM TimișoaraABC Athletic Neptun ConstanțaCSO VoluntariEchipele din București: · Dinamo Știința · SteauaLiga Națională de baschet masculin 2020-2021 (România) Dinamo ȘtiințaSteaua Locația echipelor din București. | BucureștiU-BT Cluj-NapocaSCMU CraiovaFocșaniCSM GalațiCSM Miercurea CiucBCM U PiteștiBC CSU SibiuCSM CSU OradeaCSM Târgu JiuCS SCM TimișoaraABC Athletic Neptun ConstanțaCSO VoluntariEchipele din București: · Dinamo Știința · SteauaLiga Națională de baschet masculin 2020-2021 (România) Dinamo ȘtiințaSteaua Locația echipelor din București. | SP „Constantin Jude”           |
| Capacitate: 1.500                  | BucureștiU-BT Cluj-NapocaSCMU CraiovaFocșaniCSM GalațiCSM Miercurea CiucBCM U PiteștiBC CSU SibiuCSM CSU OradeaCSM Târgu JiuCS SCM TimișoaraABC Athletic Neptun ConstanțaCSO VoluntariEchipele din București: · Dinamo Știința · SteauaLiga Națională de baschet masculin 2020-2021 (România) Dinamo ȘtiințaSteaua Locația echipelor din București. | BucureștiU-BT Cluj-NapocaSCMU CraiovaFocșaniCSM GalațiCSM Miercurea CiucBCM U PiteștiBC CSU SibiuCSM CSU OradeaCSM Târgu JiuCS SCM TimișoaraABC Athletic Neptun ConstanțaCSO VoluntariEchipele din București: · Dinamo Știința · SteauaLiga Națională de baschet masculin 2020-2021 (România) Dinamo ȘtiințaSteaua Locația echipelor din București. | Capacitate: 1.400              |
|                                    | BucureștiU-BT Cluj-NapocaSCMU CraiovaFocșaniCSM GalațiCSM Miercurea CiucBCM U PiteștiBC CSU SibiuCSM CSU OradeaCSM Târgu JiuCS SCM TimișoaraABC Athletic Neptun ConstanțaCSO VoluntariEchipele din București: · Dinamo Știința · SteauaLiga Națională de baschet masculin 2020-2021 (România) Dinamo ȘtiințaSteaua Locația echipelor din București. | BucureștiU-BT Cluj-NapocaSCMU CraiovaFocșaniCSM GalațiCSM Miercurea CiucBCM U PiteștiBC CSU SibiuCSM CSU OradeaCSM Târgu JiuCS SCM TimișoaraABC Athletic Neptun ConstanțaCSO VoluntariEchipele din București: · Dinamo Știința · SteauaLiga Națională de baschet masculin 2020-2021 (România) Dinamo ȘtiințaSteaua Locația echipelor din București. |                                |
| CSM VSK Csikszereda Miercurea Ciuc | CSO Voluntari | CSM 2007 Focșani | CSA Steaua București           |
| Erőss Zsolt Aréna                  | SP "Gabriela Szabo" | Sala Polivalentă Focșani | Sala Sporturilor Mihai Viteazu |
| Capacitate: 1.200                  | Capacitate: 1.174 | Capacitate: 1.000 | Capacitate: 500                |
|                                    | | |                                |

## Clasamente - sezon regulat

### Clasament Faza 1
| Poz. | Echipa                             | J  | V  | Î  | P  | PM   | PP   | DC   | MPM  | MPP  | Calificare în |
| ---- | ---------------------------------- | -- | -- | -- | -- | ---- | ---- | ---- | ---- | ---- | ------------- |
| 1    | U-BT Cluj-Napoca                   | 26 | 23 | 3  | 49 | 2255 | 1835 | +420 | 86,7 | 70,6 |               |
| 2    | CSM CSU Oradea                     | 26 | 21 | 5  | 47 | 2176 | 1816 | +360 | 83,7 | 69,8 |               |
| 3    | BC CSU Sibiu                       | 26 | 21 | 5  | 47 | 2326 | 2025 | +301 | 89,5 | 77,9 |               |
| 4    | CSO Voluntari                      | 26 | 19 | 7  | 45 | 2173 | 1834 | +339 | 83,6 | 70,5 |               |
| 5    | SCMU Craiova                       | 26 | 18 | 8  | 44 | 2040 | 1850 | +190 | 78,5 | 71,2 |               |
| 6    | BCMU FC Argeș Pitești              | 26 | 18 | 8  | 44 | 2119 | 1964 | +155 | 81,5 | 75,5 |               |
| 7    | CS SCM Timișoara                   | 26 | 14 | 12 | 40 | 1978 | 1890 | +88  | 76,1 | 72,7 |               |
| 8    | CSM Galați                         | 26 | 11 | 15 | 37 | 1941 | 2055 | -114 | 74,7 | 79,0 |               |
| 9    | Dinamo Știința București           | 26 | 11 | 15 | 37 | 2081 | 2131 | -50  | 80,0 | 82,0 |               |
| 10   | CSA Steaua București               | 26 | 9  | 17 | 35 | 2003 | 2179 | -176 | 77,0 | 83,8 |               |
| 11   | CSM 2007 Focșani                   | 26 | 6  | 20 | 32 | 1855 | 2172 | -317 | 71,3 | 83,5 |               |
| 12   | CSM Târgu Jiu                      | 26 | 6  | 20 | 32 | 1855 | 2172 | -317 | 71,6 | 85,0 |               |
| 13   | CSM VSK Csikszereda Miercurea Ciuc | 26 | 3  | 23 | 29 | 1749 | 2173 | -424 | 67,3 | 83,6 |               |
| 14   | ABC Athletic Neptun Constanța      | 26 | 2  | 24 | 28 | 1704 | 2129 | -425 | 65,5 | 81,9 |               |

Legendă:
J = meciuri jucate;
V = victorii;
Î = înfrângeri;
P = puncte;
PM = puncte marcate;
PP = puncte primite;
DC = diferență coșaveraj;
MPM = media punctelor marcate/meci;
MPP = media punctelor primite/meci

## Rezultate sezonul regulat - Faza I

### Etapa I
| 10 decembrie 2020 17:00 |

| Boxscore |

| CSO Voluntari                                  | 74–79 | CSA Steaua București                        |
| Scorul pe sferturi: 26-26, 10-18, 28-14, 10-21 |       |                                             |
| Pt: Joseph 28 Rec: Borovnjak 10 Pase: Hickey 6 |       | Pt: Creek 18 Rec: Thomas 9 Pase: Brown Jr 5 |

| 10 decembrie 2020 18:00 |

| Boxscore |

| CSM CSU Oradea                                                 | 90–65 | CSM Târgu Jiu                                      |
| Scorul pe sferturi: 27-18, 22-20, 21-16, 20-11                 |       |                                                    |
| Pt: Watson, Zeković 14 Rec: Baciu, Marković 7 Pase: Marković 9 |       | Pt: Allen 20 Rec: Allen 14 Pase: McClain, Rovaga 5 |

| 11 decembrie 2020 16:00 |

| Boxscore |

| CSM 2007 Focșani                                       | 76–89 | BCMU FC Arges Pitești                             |
| Scorul pe sferturi: 20-26, 20-17, 17-24, 19-22         |       |                                                   |
| Pt: Taylor III 16 Rec: Taylor III 9 Pase: Taylor III 3 |       | Pt: Bishop Jr 22 Rec: Jevtović 13 Pase: Jeremić 7 |

| 11 decembrie 2020 19:30 |

| Boxscore |

| CSM VSK Csikszereda Miercurea Ciuc                  | 90–105 | BC CSU Sibiu                                    |
| Scorul pe sferturi: 11-23, 26-31, 22-17, 31-34      |        |                                                 |
| Pt: Bowman Jr 17 Rec: Chatkevicius 10 Pase: Laane 6 |        | Pt: Philmore 26 Rec: Williams 9 Pase: Tohătan 6 |

| 8 ianuarie 20201 19:00 |

| Boxscore |

| Dinamo Știința București                       | 79–78 | SCMU Craiova                                 |
| Scorul pe sferturi: 16-16, 12-21, 25-17, 26-24 |       |                                              |
| Pt: Armwood 21 Rec: Armwood 10 Pase: Price 9   |       | Pt: Henson 18 Rec: Diculescu 7 Pase: Pratt 5 |

### Etapa a II-a
| 11 decembrie 2020 16:00 |

| Boxscore |

| CSM Târgu Jiu                                 | 63–71 | CS SCM Timișoara                                                      |
| Scorul pe sferturi: 14-25, 20-19, 13-18, 16-9 |       |                                                                       |
| Pt: Spurgeon 21 Rec: Allen 14 Pase: Rogava 10 |       | Pt: Stallworth IV, Brown 15 Rec: Gajić, Brown 7 Pase: Stallworth IV 5 |

| 11 decembrie 2020 19:00 |

| Boxscore |

| CSM Galati                                         | 69–87 | CSM CSU Oradea                                        |
| Scorul pe sferturi: 21-15, 19-18, 20-23, 9-31      |       |                                                       |
| Pt: trei jucători 11 Rec: Eads III 6 Pase: Brown 4 |       | Pt: Zeković 19 Rec: Marković, Watson 6 Pase: Watson 8 |

| 11 decembrie 2020 20:00 |

| Boxscore |

| U-BT Cluj-Napoca                                | 67–62 | CSO Voluntari                              |
| Scorul pe sferturi: 12-13, 22-20, 18-10, 15-19  |       |                                            |
| Pt: Richard II 16 Rec: Santa 12 Pase: Edwards 5 |       | Pt: Hickey 16 Rec: Hickey 8 Pase: Hickey 4 |

| 12 decembrie 2020 15:15 |

| Boxscore |

| BCMU FC Arges Pitești                                         | 80–73 | CSM VSK Csikszereda Miercurea Ciuc                       |
| Scorul pe sferturi: 27-9, 16-26, 13-25, 24-13                 |       |                                                          |
| Pt: Talton II 20 Rec: Bishop Jr, Jevtović 9 Pase: Talton II 5 |       | Pt: Bowman Jr 19 Rec: Bowman Jr 11 Pase: trei jucători 2 |

| 12 decembrie 2020 20:00 |

| Boxscore |

| BC CSU Sibiu                                    | 102–72 | CSM 2007 Focșani                                  |
| Scorul pe sferturi: 25-11, 29-27, 27-13, 21-21  |        |                                                   |
| Pt: Addison 23 Rec: Williams 10 Pase: Tohătan 7 |        | Pt: Sampson 22 Rec: Sampson 10 Pase: Taylor III 4 |

| 29 ianuarie 2021 16:00 |

| Boxscore |

| CSA Steaua București                           | 82–78 | ABC Athletic Neptun Constanța                    |
| Scorul pe sferturi: 15-21, 16-11, 23-17, 28-29 |       |                                                  |
| Pt: Vranes 16 Rec: Nicoară 8 Pase: Mandache 10 |       | Pt: Chițu 21 Rec: Schneider 6 Pase: Schneider 12 |

### Etapa a III-a
| 12 decembrie 2020 19:00 |

| Boxscore |

| U-BT Cluj-Napoca                                  | 106–72 | CSA Steaua București                         |
| Scorul pe sferturi: 30-19, 32-13, 22-16, 22-24    |        |                                              |
| Pt: Vida 25 Rec: Abreu 8 Pase: Diaz, Richard II 6 |        | Pt: Thomas 17 Rec: Thomas 6 Pase: Brown Jr 8 |

| 13 decembrie 2020 14:00 |

| Boxscore |

| CSM Galati                                     | 87–71 | CSM Târgu Jiu                                       |
| Scorul pe sferturi: 19-18, 29-21, 14-22, 25-10 |       |                                                     |
| Pt: Vlad 26 Rec: Eads III 7 Pase: Brown 10     |       | Pt: Allen 27 Rec: Allen 9 Pase: McClain, Spurgeon 4 |

| 13 decembrie 2020 19:30 |

| Boxscore |

| CSM CSU Oradea                                 | 75–68 | CS SCM Timișoara                                      |
| Scorul pe sferturi: 24-18, 19-12, 19-19, 13-19 |       |                                                       |
| Pt: Holt 15 Rec: Broussard 10 Pase: Watson 8   |       | Pt: Brown 21 Rec: Brown 11 Pase: Komatina, Mirković 4 |

| 14 decembrie 2020 16:00 |

| Boxscore |

| CSM 2007 Focșani                                   | 77–70 | CSM VSK Csikszereda Miercurea Ciuc                        |
| Scorul pe sferturi: 27-9, 16-26, 13-25, 24-13      |       |                                                           |
| Pt: Taylor III 19 Rec: Sampson 10 Pase: Petrișor 5 |       | Pt: Bowman Jr 22 Rec: Bowman Jr 11 Pase: Laane, Magusar 3 |

| 14 decembrie 2020 19:30 |

| Boxscore |

| BC CSU Sibiu                                    | 88–72 | BCMU FC Arges Pitești                              |
| Scorul pe sferturi: 19-21, 24-19, 24-22, 21-10  |       |                                                    |
| Pt: Addison 25 Rec: Williams 12 Pase: Tohătan 5 |       | Pt: Măciucă 17 Rec: Bishop Jr 10 Pase: Talton II 5 |

| 30 ianuarie 2021 16:00 |

| Boxscore |

| CSO Voluntari                                                         | 90–64 | ABC Athletic Neptun Constanța               |
| Scorul pe sferturi: 21-15, 25-17, 22-12, 22-20                        |       |                                             |
| Pt: Moldoveanu, Joseph 21 Rec: Moldoveanu, McCarthy 8 Pase: Hickey 11 |       | Pt: Schneider 16 Rec: Lazăr 11 Pase: Bell 4 |

### Etapa a IV-a
| 22 decembrie 2020 16:00 |

| Boxscore |

| U-BT Cluj-Napoca                                       | 80–65 | CSM Galati                                                |
| Scorul pe sferturi: 12-15, 26-25, 19-8, 23-17          |       |                                                           |
| Pt: Tarolis 18 Rec: Vida 7 Pase: Edwards, Richard II 6 |       | Pt: Eads III 15 Rec: Hamilton, Sturanović 4 Pase: Brown 5 |

| 22 decembrie 2020 16:00 |

| Boxscore |

| CSO Voluntari                                 | 74–57 | CSM 2007 Focșani                                              |
| Scorul pe sferturi: 20-10, 25-10, 6-18, 23-19 |       |                                                               |
| Pt: Joseph 21 Rec: Hickey 13 Pase: Hickey 9   |       | Pt: Taylor III 17 Rec: Sampson 9 Pase: Petrișor, Krivokapić 4 |

| 22 decembrie 2020 16:45 |

| Boxscore |

| BCMU FC Arges Pitești                                 | 77–79 | SCMU Craiova                                    |
| Scorul pe sferturi: 30-26, 11-19, 21-22, 15-12        |       |                                                 |
| Pt: Jeremić 23 Rec: trei jucători 5 Pase: Bishop Jr 5 |       | Pt: Filipović 15 Rec: Pratt 9 Pase: Filipović 5 |

| 22 decembrie 2020 19:00 |

| Boxscore |

| CSA Steaua București                                | 66–84 | CSM Târgu Jiu                              |
| Scorul pe sferturi: 14-16, 14-29, 19-21, 19-18      |       |                                            |
| Pt: O'Brien 18 Rec: Vranes 8 Pase: patru jucători 2 |       | Pt: Borșa 23 Rec: Allen 12 Pase: Nikolić 4 |

| 22 decembrie 2020 19:00 |

| Boxscore |

| ABC Athletic Neptun Constanța                      | 68–75 | CSM VSK Csikszereda Miercurea Ciuc                      |
| Scorul pe sferturi: 14-27, 17-18, 21-15, 16-15     |       |                                                         |
| Pt: Schneider 22 Rec: Orbeanu 11 Pase: Schneider 7 |       | Pt: Chatkevicius 19 Rec: Corpodean 12 Pase: Corpodean 7 |

| 22 decembrie 2020 19:45 |

| Boxscore |

| BC CSU Sibiu                                     | 76–87 | Dinamo Știința București                          |
| Scorul pe sferturi: 15-18, 18-20, 25-18, 18-31   |       |                                                   |
| Pt: Williams 19 Rec: Williams 10 Pase: Jackson 7 |       | Pt: Price 18 Rec: Armwood, Price 7 Pase: Calotă 3 |

### Etapa a V-a
| 23 decembrie 2020 16:00 |

| Boxscore |

| CSM Galati                                     | 71–76 | CSA Steaua București                          |
| Scorul pe sferturi: 21-28, 11-17, 19-19, 20-12 |       |                                               |
| Pt: Eads III 17 Rec: Eads III 10 Pase: Vlad 5  |       | Pt: O'Brien 17 Rec: Vranes 9 Pase: Brown Jr 8 |

| 23 decembrie 2020 16:00 |

| Boxscore |

| CSM VSK Csikszereda Miercurea Ciuc               | 67–80 | CSO Voluntari                              |
| Scorul pe sferturi: 14-29, 17-11, 19-23, 17-17   |       |                                            |
| Pt: Shepherd 25 Rec: Shepherd 9 Pase: Shepherd 4 |       | Pt: Joseph 20 Rec: Barro 11 Pase: Hickey 9 |

| 23 decembrie 2020 16:45 |

| Boxscore |

| Dinamo Știința București                       | 82–83 | BCMU FC Arges Pitești                                       |
| Scorul pe sferturi: 18-27, 23-14, 20-18, 21-24 |       |                                                             |
| Pt: Armwood 20 Rec: Diaconescu 5 Pase: Price 4 |       | Pt: Jeremić, Bishop Jr 18 Rec: Bishop Jr 10 Pase: Jeremić 4 |

| 23 decembrie 2020 19:00 |

| Boxscore |

| CSM Târgu Jiu                                        | 59–84 | U-BT Cluj-Napoca                                       |
| Scorul pe sferturi: 13-24, 12-22, 9-23, 25-15        |       |                                                        |
| Pt: Rogava 15 Rec: Spurgeon 6 Pase: cinci jucători 1 |       | Pt: Stipanović 16 Rec: trei jucători 3 Pase: Edwards 4 |

| 23 decembrie 2020 19:00 |

| Boxscore |

| CSM 2007 Focșani                                           | 76–67 | ABC Athletic Neptun Constanța                        |
| Scorul pe sferturi: 17-14, 18-7, 21-26, 20-20              |       |                                                      |
| Pt: Taylor III 31 Rec: Sampson, Taylor III 9 Pase: Pesić 6 |       | Pt: John, Schneider 17 Rec: Schneider 7 Pase: John 4 |

| 23 decembrie 2020 19:45 |

| Boxscore |

| SCMU Craiova                                    | 81–84 | BC CSU Sibiu                                              |
| Scorul pe sferturi: 22-24, 22-16, 20-27, 17-17  |       |                                                           |
| Pt: Diculescu 22 Rec: Pratt 8 Pase: Filipović 5 |       | Pt: Philmore 23 Rec: Philmore, Williams 6 Pase: Jackson 6 |

### Etapa a VI-a
| 29 decembrie 2020 14:00 |

| Boxscore |

| CSM VSK Csikszereda Miercurea Ciuc                | 53–70 | CSA Steaua București                                            |
| Scorul pe sferturi: 10-25, 17-14, 14-15, 12-16    |       |                                                                 |
| Pt: Magusar 15 Rec: Shepherd 12 Pase: Corpodean 4 |       | Pt: Vranes 18 Rec: Gavrilă, Vranes 6 Pase: Brown Jr, Mandache 5 |

| 29 decembrie 2020 16:00 |

| Boxscore |

| SCMU Craiova                                     | 69–61 | ABC Athletic Neptun Constanța            |
| Scorul pe sferturi: 18-18, 19-4, 14-13, 18-26    |       |                                          |
| Pt: Diculescu 24 Rec: Vucić 14 Pase: Filipović 5 |       | Pt: John 17 Rec: Brown 12 Pase: Mainea 7 |

| 23 decembrie 2020 16:00 |

| Boxscore |

| CS SCM Timișoara                                | 73–78 | BCMU FC Arges Pitești                             |
| Scorul pe sferturi: 21-24, 7-22, 29-16, 16-16   |       |                                                   |
| Pt: Gajić 14 Rec: Gajić 5 Pase: Stallworth IV 4 |       | Pt: Jevtović 22 Rec: Bishop Jr 12 Pase: Gajović 5 |

| 29 decembrie 2020 17:00 |

| Boxscore |

| CSM 2007 Focșani                                   | 51–82 | U-BT Cluj-Napoca                                  |
| Scorul pe sferturi: 19-25, 8-26, 11-16, 13-15      |       |                                                   |
| Pt: Antonescu 12 Rec: Sampson 9 Pase: Taylor III 4 |       | Pt: Stipanović 18 Rec: Abreu 5 Pase: Richard II 5 |

| 29 decembrie 2020 19:00 |

| Boxscore |

| Dinamo Știința București                           | 66–77 | CSO Voluntari                             |
| Scorul pe sferturi: 17-14, 18-7, 21-26, 20-20      |       |                                           |
| Pt: Price 19 Rec: Armwood 14 Pase: Calotă, Price 2 |       | Pt: Hickey 19 Rec: Barro 8 Pase: Hickey 6 |

| 29 decembrie 2020 19:30 |

| Boxscore |

| CSM CSU Oradea                                 | 87–91 | BC CSU Sibiu                                            |
| Scorul pe sferturi: 24-19, 14-26, 22-33, 27-13 |       |                                                         |
| Pt: Watson 25 Rec: Valeika 7 Pase: Watson 7    |       | Pt: Addison 28 Rec: Williams 8 Pase: Tohătan, Jackson 3 |

### Etapa a VII-a
| 30 decembrie 2020 14:00 |

| Boxscore |

| U-BT Cluj-Napoca                                                     | 103–70 | CSM VSK Csikszereda Miercurea Ciuc                         |
| Scorul pe sferturi: 33-20, 27-18, 26-17, 17-15                       |        |                                                            |
| Pt: Tarolis 20 Rec: Zganec, Stipanovic 6 Pase: Richard II, Tarolis 5 |        | Pt: Bowman Jr 18 Rec: [Vlad Ioan Corpodean Pase: Magusar 4 |

| 30 decembrie 2020 16:00 |

| Boxscore |

| ABC Athletic Neptun Constanța                  | 54–79 | Dinamo Știința București                           |
| Scorul pe sferturi: 13-27, 15-16, 16-16, 10-20 |       |                                                    |
| Pt: Mainea 13 Rec: Lazăr 12 Pase: Mainea 3     |       | Pt: Price 21 Rec: Armwood 13 Pase: trei jucători 3 |

| 30 decembrie 2020 16:00 |

| Boxscore |

| BCMU FC Arges Pitești                                  | 65–71 | CSM CSU Oradea                                  |
| Scorul pe sferturi: 20-23, 13-14, 20-15, 12-19         |       |                                                 |
| Pt: Jevtović 20 Rec: Jevtović 16 Pase: trei jucători 3 |       | Pt: Marković 20 Rec: Marković 10 Pase: Watson 4 |

| 30 decembrie 2020 17:00 |

| Boxscore |

| CSA Steaua București                             | 80–64 | CSM 2007 Focșani                                               |
| Scorul pe sferturi: 21-11, 13-21, 23-16, 23-16   |       |                                                                |
| Pt: Brown Jr 22 Rec: Nicoară 10 Pase: Brown Jr 4 |       | Pt: Taylor III 25 Rec: Sampson 13 Pase: Taylor III, Petrișor 4 |

| 30 decembrie 2020 19:00 |

| Boxscore |

| CSO Voluntari                                  | 85–64 | SCMU Craiova                                          |
| Scorul pe sferturi: 18-17, 21-12, 26-11, 20-24 |       |                                                       |
| Pt: Joseph 22 Rec: Barro 9 Pase: Hickey 6      |       | Pt: Filipović 19 Rec: Henson 6 Pase: patru jucători 3 |

| 30 decembrie 2020 19:30 |

| Boxscore |

| BC CSU Sibiu                                                   | 92–85 (OT) | CS SCM Timișoara                           |
| Scorul pe sferturi: 18-19, 17-24, 22-13, 21-22, Overtime: 14-7 |            |                                            |
| Pt: Philmore 18 Rec: Williams 12 Pase: Tohătan, Addison 3      |            | Pt: Dragoste 18 Rec: Gajić 10 Pase: Olah 5 |

### Etapa a VIII-a
| 6 ianuarie 2021 14:45 |

| Boxscore |

| BCMU FC Arges Pitești                          | 109–72 | CSM Târgu Jiu                              |
| Scorul pe sferturi: 26-17, 30-12, 23-29, 30-14 |        |                                            |
| Pt: Gheorghe 20 Rec: Gajović 7 Pase: Gajović 5 |        | Pt: Allen 24 Rec: Allen 12 Pase: Nikolić 7 |

| 6 ianuarie 2021 16:00 |

| Boxscore |

| CSM 2007 Focșani                                  | 69–80 | Dinamo Știința București                 |
| Scorul pe sferturi: 14-15, 24-11, 13-25, 18-29    |       |                                          |
| Pt: Simeunović 16 Rec: Sampson 11 Pase: Sampson 4 |       | Pt: Cane 23 Rec: Armwood 8 Pase: Price 3 |

| 6 ianuarie 2021 16:30 |

| Boxscore |

| ABC Athletic Neptun Constanța                            | 66–80 | CS SCM Timișoara                                      |
| Scorul pe sferturi: 13-16, 23-22, 18-19, 12-23           |       |                                                       |
| Pt: Schneider 16 Rec: Orbeanu, Lazăr 7 Pase: Schneider 7 |       | Pt: Marković 14 Rec: Komatina 8 Pase: trei jucători 3 |

| 6 ianuarie 2021 18:15 |

| Boxscore |

| BC CSU Sibiu                                       | 98–70 | CSM Galați                                         |
| Scorul pe sferturi: 35-18, 21-16, 19-21, 23-15     |       |                                                    |
| Pt: Addison 16 Rec: Hardy 7 Pase: Hardy, Tohătan 6 |       | Pt: Brown 16 Rec: Negoițescu 6 Pase: Brown, Vlad 4 |

| 6 ianuarie 2021 19:30 |

| Boxscore |

| CSM VSK Csikszereda Miercurea Ciuc                 | 54–84 | SCMU Craiova                                |
| Scorul pe sferturi: 5-19, 9-23, 21-21, 19-21       |       |                                             |
| Pt: Movileanu 15 Rec: Shepherd 8 Pase: Corpodean 5 |       | Pt: Cinać 19 Rec: Pratt 8 Pase: Diculescu 8 |

| 6 ianuarie 2021 20:00 |

| Boxscore |

| CSO Voluntari                                  | 79–74 | CSM CSU Oradea                                     |
| Scorul pe sferturi: 17-12, 20-21, 23-14, 19-27 |       |                                                    |
| Pt: Hickey 24 Rec: Moldoveanu 8 Pase: Hickey 6 |       | Pt: Marković 25 Rec: Broussard 6 Pase: Broussard 6 |

### Etapa a IX-a
| 7 ianuarie 2021 15:30 |

| Boxscore |

| CSM Galați                                      | 68–72 | BCMU FC Arges Pitești                            |
| Scorul pe sferturi: 17-21, 17-15, 23-12, 11-24  |       |                                                  |
| Pt: Bruncević 14 Rec: Sturanović 6 Pase: Vlad 3 |       | Pt: Jevtović 18 Rec: Jevtović 8 Pase: Gheorghe 5 |

| 7 ianuarie 2021 16:00 |

| Boxscore |

| SCMU Craiova                                                    | 69–80 (OT) | CSM 2007 Focșani                                        |
| Scorul pe sferturi: 22-12, 25-18, 11-24, 19-23, Overtime: 15-13 |            |                                                         |
| Pt: Filipović 25 Rec: Pratt 8 Pase: Filipović 6                 |            | Pt: Pesić 29 Rec: Pesić 13 Pase: Taylor III, Petrișor 3 |

| 7 ianuarie 2021 17:15 |

| Boxscore |

| CSM CSU Oradea                                     | 89–51 | ABC Athletic Neptun Constanța                    |
| Scorul pe sferturi: 21-13, 18-11, 31-11, 19-16     |       |                                                  |
| Pt: Nicolescu 18 Rec: Petrescu 7 Pase: Schneider 7 |       | Pt: John 16 Rec: Lazăr 7 Pase: Gribinic, Lazăr 3 |

| 7 ianuarie 2021 19:00 |

| Boxscore |

| CSM Târgu Jiu                                  | 77–98 | BC CSU Sibiu                                   |
| Scorul pe sferturi: 20-22, 27-22, 14-28, 16-26 |       |                                                |
| Pt: Allen 16 Rec: Allen, Borșa 7 Pase: Borșa 4 |       | Pt: Philmore 20 Rec: Johnson 8 Pase: Addison 6 |

| 7 ianuarie 2021 19:30 |

| Boxscore |

| Dinamo Știința București                       | 96–80 | CSM VSK Csikszereda Miercurea Ciuc                                                    |
| Scorul pe sferturi: 30-17, 18-15, 25-21, 23-27 |       |                                                                                       |
| Pt: Calenic 22 Rec: Calenic 10 Pase: Calotă 8  |       | Pt: Dainius Chatkevicius 27 Rec: Dainius Chatkevicius 11 Pase: Bowman Jr, Corpodean 5 |

| 7 ianuarie 2021 20:45 |

| Boxscore |

| CS SCM Timișoara                                          | 62–77 | CSO Voluntari                              |
| Scorul pe sferturi: 14-27, 15-19, 21-11, 12-20            |       |                                            |
| Pt: Mirković 13 Rec: Komatina, Brown 6 Pase: Mijajlović 4 |       | Pt: Hickey 27 Rec: Gîrbea 6 Pase: Hickey 9 |

### Etapa a X-a
| 14 ianuarie 2021 16:00 |

| Boxscore |

| CS SCM Timișoara                               | 83–55 | CSM VSK Csikszereda Miercurea Ciuc                                       |
| Scorul pe sferturi: 13-12, 23-21, 20-11, 27-11 |       |                                                                          |
| Pt: Brown 17 Rec: Brown 8 Pase: Mijajlović 8   |       | Pt: Shepherd, Corpodean 11 Rec: Shepherd, Chatkevicius 8 Pase: Magusar 5 |

| 14 ianuarie 2021 16:00 |

| Boxscore |

| CSM Târgu Jiu                                  | 82–80 | ABC Athletic Neptun Constanța                     |
| Scorul pe sferturi: 22-25, 23-24, 16-16, 21-15 |       |                                                   |
| Pt: Allen 29 Rec: Allen 11 Pase: Nikolić 6     |       | Pt: Schneider 24 Rec: Lazăr 11 Pase: Schneider 10 |

| 14 ianuarie 2021 16:30 |

| Boxscore |

| SCMU Craiova                                   | 89–75 | CSA Steaua București                            |
| Scorul pe sferturi: 20-21, 20-13, 28-16, 21-25 |       |                                                 |
| Pt: Diculescu 23 Rec: Vucić 12 Pase: Pratt 11  |       | Pt: O'Brien 23 Rec: O'Brien 11 Pase: Mandache 7 |

| 14 ianuarie 2021 19:00 |

| Boxscore |

| CSM CSU Oradea                                | 112–68 | CSM 2007 Focșani                               |
| Scorul pe sferturi: 34-23, 28-7, 28-17, 22-21 |        |                                                |
| Pt: Broussard 18 Rec: Marinau 5 Pase: Holt 7  |        | Pt: Pesić 17 Rec: Sampson 8 Pase: Simeunović 4 |

| 14 ianuarie 2021 19:00 |

| Boxscore |

| CSM Galați                                     | 63–86 | CSO Voluntari                                 |
| Scorul pe sferturi: 13-22, 17-22, 19-23, 14-19 |       |                                               |
| Pt: Hamilton 21 Rec: Negoițescu 6 Pase: Vlad 6 |       | Pt: Hickey 24 Rec: McCarthy 10 Pase: Hickey 5 |

| 14 ianuarie 2021 19:30 |

| Boxscore |

| Dinamo Știința București                       | 89–98 | U-BT Cluj-Napoca                                    |
| Scorul pe sferturi: 26-28, 18-21, 22-21, 23-28 |       |                                                     |
| Pt: Cane 21 Rec: Armwood 8 Pase: Calotă 4      |       | Pt: Edwards 22 Rec: Stipanović 8 Pase: Richard II 9 |

### Etapa a XI-a
| 15 ianuarie 2021 16:00 |

| Boxscore |

| CSM 2007 Focșani                               | 70–78 | CS SCM Timișoara                              |
| Scorul pe sferturi: 13-28, 15-17, 21-17, 21-16 |       |                                               |
| Pt: Taylor III 20 Rec: Sampson 9 Pase: Olaru 4 |       | Pt: Brown 24 Rec: Brown 10 Pase: Mijajlović 9 |

| 15 ianuarie 2021 16:00 |

| Boxscore |

| ABC Athletic Neptun Constanța                              | 60–82 | CSM Galați                                                 |
| Scorul pe sferturi: 20-23, 9-17, 15-32, 16-10              |       |                                                            |
| Pt: Schneider 11 Rec: Trandafir, Chițu 5 Pase: Schneider 8 |       | Pt: Hamilton 18 Rec: Bruncević, Sturanović 6 Pase: Brown 8 |

| 15 ianuarie 2021 16:30 |

| Boxscore |

| CSA Steaua București                            | 88–99 | Dinamo Știința București                         |
| Scorul pe sferturi: 27-24, 22-27, 20-21, 19-27  |       |                                                  |
| Pt: Mandache 23 Rec: O'Brien 7 Pase: Mandache 8 |       | Pt: Cane 20 Rec: Calenic, Armwood 6 Pase: Cane 8 |

| 15 ianuarie 2021 19:00 |

| Boxscore |

| CSM VSK Csikszereda Miercurea Ciuc                              | 61–81 | CSM CSU Oradea                                 |
| Scorul pe sferturi: 19-22, 12-18, 14-25, 16-16                  |       |                                                |
| Pt: Chatkevicius 13 Rec: Chatkevicius, Shepherd 9 Pase: Laane 7 |       | Pt: Zeković 17 Rec: Broussard 7 Pase: Watson 5 |

| 15 ianuarie 2021 19:00 |

| Boxscore |

| CSO Voluntari                                  | 105–70 | CSM Târgu Jiu                                |
| Scorul pe sferturi: 21-21, 36-15, 27-18, 21-16 |        |                                              |
| Pt: McCarthy 22 Rec: McCarthy 8 Pase: Hickey 6 |        | Pt: Allen 28 Rec: McCarthy 10 Pase: Rogava 4 |

| 15 ianuarie 2021 19:30 |

| Boxscore |

| U-BT Cluj-Napoca                                           | 75–68 | SCMU Craiova                                        |
| Scorul pe sferturi: 17-15, 18-22, 24-8, 16-23              |       |                                                     |
| Pt: Richard II 17 Rec: Stipanović 9 Pase: Tarolis, Andre 3 |       | Pt: Henson 17 Rec: Vucić 9 Pase: Pratt, Diculescu 6 |

### Etapa a XII-a
| 20 ianuarie 2021 16:00 |

| Boxscore |

| SCMU Craiova                                   | 72–54 | CS SCM Timișoara                               |
| Scorul pe sferturi: 20-12, 15-15, 12-13, 25-14 |       |                                                |
| Pt: Henson 15 Rec: Pratt 10 Pase: Pratt 10     |       | Pt: Olah 13 Rec: Komatina 8 Pase: Mijajlović 5 |

| 20 ianuarie 2021 19:00 |

| Boxscore |

| Dinamo Știința București                          | 75–97 | CSM CSU Oradea                              |
| Scorul pe sferturi: 22-32, 19-21, 13-25, 21-19    |       |                                             |
| Pt: Cane 19 Rec: Cane, Diaconescu 5 Pase: Price 4 |       | Pt: Green 16 Rec: Marković 7 Pase: Watson 8 |

| 21 ianuarie 2021 15:15 |

| Boxscore |

| CSA Steaua București                           | 85–94 | BCMU FC Argeș Pitești                            |
| Scorul pe sferturi: 23-30, 15-21, 23-19, 24-24 |       |                                                  |
| Pt: Mandache 21 Rec: O'Brien 6 Pase: Creek 8   |       | Pt: Jevtović 25 Rec: Jevtović 10 Pase: Jeremić 8 |

| 21 ianuarie 2021 16:00 |

| Boxscore |

| CSM VSK Csikszereda Miercurea Ciuc                     | 69–62 | CSM Târgu Jiu                             |
| Scorul pe sferturi: 16-14, 23-15, 14-16, 16-17         |       |                                           |
| Pt: Chatkevicius 19 Rec: Chatkevicius 10 Pase: Laane 6 |       | Pt: Allen 15 Rec: Allen 12 Pase: Rogava 4 |

| 21 ianuarie 2021 18:15 |

| Boxscore |

| U-BT Cluj-Napoca                                           | 90–83 | BC CSU Sibiu                                        |
| Scorul pe sferturi: 17-18, 21-23, 26-22, 26-20             |       |                                                     |
| Pt: trei jucători 17 Rec: Richard II 13 Pase: Richard II 5 |       | Pt: Addison 16 Rec: Addison 7 Pase: trei jucători 4 |

| 28 februarie 2021 16:00 |

| Boxscore |

| CSM 2007 Focșani                                            | 89–85 | CSM Galați                                     |
| Scorul pe sferturi: 22-24, 26-25, 23-18, 18-18              |       |                                                |
| Pt: Pesić 29 Rec: Taylor III 9 Pase: Petrișor, Krivokapić 7 |       | Pt: Bruncević 22 Rec: Bruncević 8 Pase: Vlad 8 |

### Etapa a XIII-a
| 21 ianuarie 2021 16:00 |

| Boxscore |

| CS SCM Timișoara                                        | 79–65 | Dinamo Știința București                       |
| Scorul pe sferturi: 22-25, 31-14, 14-20, 12-6           |       |                                                |
| Pt: Komatina 17 Rec: Gajić, Komatina 8 Pase: Komatina 5 |       | Pt: Armwood 21 Rec: Armwood 12 Pase: Masters 4 |

| 21 ianuarie 2021 19:00 |

| Boxscore |

| CSM CSU Oradea                                 | 79–84 | SCMU Craiova                              |
| Scorul pe sferturi: 13-19, 24-21, 17-23, 25-21 |       |                                           |
| Pt: Broussard 28 Rec: Valeika 11 Pase: Holt 5  |       | Pt: Henson 28 Rec: Pratt 9 Pase: Pratt 14 |

| 21 ianuarie 2021 16:00 |

| Boxscore |

| CSM Târgu Jiu                                  | 62–87 | CSM 2007 Focșani                        |
| Scorul pe sferturi: 22-25, 12-26, 10-14, 18-22 |       |                                         |
| Pt: Allen 23 Rec: Allen 10 Pase: Nikolić 4     |       | Pt: Pesić 28 Rec: Pesić 8 Pase: Pesić 5 |

| 21 ianuarie 2021 16:30 |

| Boxscore |

| BCMU FC Argeș Pitești                                   | 78–93 | U-BT Cluj-Napoca                                 |
| Scorul pe sferturi: 14-27, 15-29, 15-22, 34-15          |       |                                                  |
| Pt: Gajović 17 Rec: Gajović 8 Pase: Gajović, Jevtović 4 |       | Pt: Richard II 19 Rec: Edwards 7 Pase: Edwards 5 |

| 21 ianuarie 2021 19:30 |

| Boxscore |

| BC CSU Sibiu                                   | 103–75 | CSA Steaua București                         |
| Scorul pe sferturi: 31-10, 27-26, 32-18, 13-21 |        |                                              |
| Pt: Philmore 22 Rec: Hardy 10 Pase: Jackson 8  |        | Pt: Mandache 20 Rec: O'Brien 9 Pase: Virna 6 |

| 1 martie 2021 16:00 |

| Boxscore |

| CSM Galați                                                     | 86–79 (OT) | CSM VSK Csikszereda Miercurea Ciuc                   |
| Scorul pe sferturi: 11-23, 20-10, 13-19, 28-20, Overtime: 14-7 |            |                                                      |
| Pt: Konjević 23 Rec: Eads III 10 Pase: Brown 4                 |            | Pt: Bowman Jr 24 Rec: Bowman Jr 17 Pase: Corpodean 6 |

### Etapa a XIV-a
| 6 februarie 2021 16:00 |

| Boxscore |

| BCMU FC Argeș Pitești                           | 86–66 | ABC Athletic Neptun Constanța                   |
| Scorul pe sferturi: 22-13, 22-21, 23-15, 19-17  |       |                                                 |
| Pt: Jevtović 13 Rec: Jevtović 9 Pase: Jeremić 6 |       | Pt: Schneider 30 Rec: Lazăr 9 Pase: Schneider 4 |

| 6 februarie 2021 16:00 |

| Boxscore |

| CSM Târgu Jiu                                       | 51–80 | SCMU Craiova                                                   |
| Scorul pe sferturi: 15-24, 11-17, 16-19, 9-20       |       |                                                                |
| Pt: Allen, McClain 17 Rec: Allen 10 Pase: Nikolić 5 |       | Pt: Diculescu, Henson 18 Rec: Pratt 9 Pase: Filipović, Pratt 4 |

| 6 februarie 2021 19:00 |

| Boxscore |

| CSM Galați                                         | 82–75 | Dinamo Știința București                          |
| Scorul pe sferturi: 20-23, 11-16, 28-17, 23-19     |       |                                                   |
| Pt: Sturanović 23 Rec: Sturanović 14 Pase: Brown 9 |       | Pt: Price 20 Rec: trei jucători 5 Pase: Masters 5 |

| 6 februarie 2021 19:30 |

| Boxscore |

| BC CSU Sibiu                                   | 84–82 | CSO Voluntari                              |
| Scorul pe sferturi: 19-20, 19-23, 27-19, 19-20 |       |                                            |
| Pt: Addison 23 Rec: Johnson 14 Pase: Hardy 4   |       | Pt: Hickey 17 Rec: Barro 9 Pase: Hickey 10 |

| 8 februarie 2021 16:30 |

| Boxscore |

| CS SCM Timișoara                                  | 71–82 | CSA Steaua București                         |
| Scorul pe sferturi: 19-12, 16-16, 22-31, 14-23    |       |                                              |
| Pt: Komatina 20 Rec: Brown 11 Pase: Mijajlović 12 |       | Pt: Vranes 21 Rec: Vranes 8 Pase: Mandache 7 |

| 8 februarie 2021 19:30 |

| Boxscore |

| CSM CSU Oradea                                 | 77–90 | U-BT Cluj-Napoca                                  |
| Scorul pe sferturi: 20-23, 17-25, 17-22, 23-20 |       |                                                   |
| Pt: Watson 16 Rec: Green 5 Pase: Watson 3      |       | Pt: Tarolis 20 Rec: Stipanović 13 Pase: Edwards 7 |

### Etapa a XV-a
| 7 februarie 2021 16:00 |

| Boxscore |

| SCMU Craiova                                  | 72–58 | CSM Galați                                     |
| Scorul pe sferturi: 21-18, 16-17, 17-8, 18-15 |       |                                                |
| Pt: Pratt 15 Rec: Vucić 14 Pase: Pratt 5      |       | Pt: Eads III 17 Rec: Sturanović 7 Pase: Vlad 4 |

| 7 februarie 2021 16:30 |

| Boxscore |

| ABC Athletic Neptun Constanța                    | 65–92 | BC CSU Sibiu                                 |
| Scorul pe sferturi: 16-26, 12-28, 18-19, 19-19   |       |                                              |
| Pt: Bell, Brown 11 Rec: Schneider 8 Pase: Bell 5 |       | Pt: Johnson 24 Rec: Johnson 23 Pase: Hardy 5 |

| 7 februarie 2021 19:00 |

| Boxscore |

| Dinamo Știința București                                       | 88–96 (OT) | CSM Târgu Jiu                                       |
| Scorul pe sferturi: 18-22, 22-13, 20-32, 20-13, Overtime: 8-16 |            |                                                     |
| Pt: Price 23 Rec: Price 7 Pase: Price 9                        |            | Pt: Rogava 24 Rec: Borșa 16 Pase: McClain, Rogava 7 |

| 7 februarie 2021 20:00 |

| Boxscore |

| CSO Voluntari                                  | 80–81 | BCMU FC Argeș Pitești                                     |
| Scorul pe sferturi: 19-20, 19-23, 27-19, 19-20 |       |                                                           |
| Pt: Moldoveanu 19 Rec: Barro 8 Pase: Hickey 5  |       | Pt: Gajović 19 Rec: Bishop Jr 8 Pase: Jeremić, Gheorghe 4 |

| 9 februarie 2021 16:30 |

| Boxscore |

| CSA Steaua București                               | 46–79 | CSM CSU Oradea                               |
| Scorul pe sferturi: 12-21, 13-19, 14-14, 7-25      |       |                                              |
| Pt: trei jucători 8 Rec: Vranes 9 Pase: Brown Jr 3 |       | Pt: Zeković 18 Rec: Zeković 9 Pase: Watson 9 |

| 9 februarie 2021 19:30 |

| Boxscore |

| U-BT Cluj-Napoca                                   | 87–86 | CS SCM Timișoara                                         |
| Scorul pe sferturi: 21-22, 23-17, 13-24, 30-23     |       |                                                          |
| Pt: Abreu 17 Rec: Richard II 11 Pase: Richard II 8 |       | Pt: Komatina 20 Rec: patru jucători 5 Pase: Mijajlović 9 |

## Play-off
Meciurile din play-off se vor desfășura în perioada 16 mai - 5 iunie 2019.
|  | Sferturi de finală    | Sferturi de finală |                       |   | Semifinale       | Semifinale       |  |  | Medalia de aur | Medalia de aur |
|  |                       |                    |                       |   |                  |                  |  |  |                |                |
|  | 16 - 21 mai           |                    |                       |   |                  |                  |  |  |                |                |
|  |                       |                    |                       |   |                  |                  |  |  |                |                |
|  | U-BT Cluj-Napoca      | 2                  |                       |   |                  |                  |  |  |                |                |
|  | U-BT Cluj-Napoca      | 2                  | 24 mai - 5 iunie      |   |                  |                  |  |  |                |                |
|  | CSM Galați            | 0                  |                       |   |                  |                  |  |  |                |                |
|  | CSM Galați            | 0                  | U-BT Cluj-Napoca      | 3 |                  |                  |  |  |                |                |
|  | 16 - 21 mai           |                    | U-BT Cluj-Napoca      | 3 |                  |                  |  |  |                |                |
|  |                       | CSO Voluntari      | 2                     |   |                  |                  |  |  |                |                |
|  | CSO Voluntari         | CSO Voluntari      | 2                     | 2 |                  |                  |  |  |                |                |
|  | CSO Voluntari         |                    | 11 - 20 iunie         | 2 |                  |                  |  |  |                |                |
|  | SCMU Craiova          | 0                  |                       |   |                  |                  |  |  |                |                |
|  | SCMU Craiova          | 0                  | U-BT Cluj-Napoca      | 3 |                  |                  |  |  |                |                |
|  | 16 - 21 mai           |                    | U-BT Cluj-Napoca      | 3 |                  |                  |  |  |                |                |
|  |                       | CSM CSU Oradea     | 2                     |   |                  |                  |  |  |                |                |
|  | BC CSU Sibiu          | CSM CSU Oradea     | 2                     | 0 |                  |                  |  |  |                |                |
|  | BC CSU Sibiu          | 25 mai - 5 iunie   |                       | 0 |                  |                  |  |  |                |                |
|  | BCMU FC Argeș Pitești | 2                  |                       |   |                  |                  |  |  |                |                |
|  | BCMU FC Argeș Pitești | 2                  | BCMU FC Argeș Pitești | 0 |                  |                  |  |  |                |                |
|  | 16 - 21 mai           |                    | BCMU FC Argeș Pitești | 0 |                  |                  |  |  |                |                |
|  |                       | CSM CSU Oradea     | 3                     |   | Medalia de bronz | Medalia de bronz |  |  |                |                |
|  | CSM CSU Oradea        | CSM CSU Oradea     | 3                     | 2 | Medalia de bronz | Medalia de bronz |  |  |                |                |
|  | CSM CSU Oradea        |                    | 9 - 15 iunie          | 2 |                  |                  |  |  |                |                |
|  | CS SCM Timișoara      | 0                  |                       |   |                  |                  |  |  |                |                |
|  | CS SCM Timișoara      | 0                  | CSO Voluntari         | 0 |                  |                  |  |  |                |                |
|  |                       |                    |                       |   |                  |                  |  |  |                |                |
|  | BCMU FC Argeș Pitești | 2                  |                       |   |                  |                  |  |  |                |                |
|  | BCMU FC Argeș Pitești | 2                  |                       |   |                  |                  |  |  |                |                |